# کوزوبه (استان اوپوله)
کوزوبه (به لهستانی: Kozuby) یک منطقهٔ مسکونی در لهستان است که در گمینا پوکوی واقع شده‌است.